# Якобс, Клаус Йохан
Клаус Йохан Якобс (нем. Klaus Johann Jacobs, 3 декабря 1936, Бремен, Германия — 11 сентября 2008, Кюснахт, Швейцария) — швейцарский миллиардер немецкого происхождения.

## Биография
Якобс окончил Гамбургский университет, а позже и Стэнфордский университет. После окончания учёбы начал карьеру в кофейно-шоколадной промышленности. В 1962 году стал директором по закупкам и маркетингу компании Якобс AG, а в 1972 году — генеральным директором. В 1982 году состоялось слияние компаний Якобс AG и компании Interfood и создание совместной компании Jacobs Suchard AG, компании номер один по производству шоколада и кофе в Европе (до 1990 года, когда она была разделена и продана корпорации Philip Morris). В 1990 году создал компанию Barry Callebaut, одну из крупнейших компаний по производству шоколада.
В 1991 году Якобс купил компанию, предоставляющая решения в области управления персоналом, Adia Personnel Services, которую он позже объединил с Ecco. Совместная компания получила название Adecco и попала в Global Fortune 500.
Клаус Якобс умер 11 сентября 2008 года в Кюснахте, Швейцария.

## Участник
- World Scout Foundation
- Президент Friends of the Hohe Tauern National Park с 1996 по 1998
- Член совета директоров Оперы Цюриха с 2003[5]
- Член совета директоров Ассоциации друзей Байрота

## Почётные знаки и награды
- 2005: Почётный доктор факультета Психологии Базельского университета
- 2005: Образовательная награда колледжа образования Цюриха за образовательные и молодёжные проекты
- 16 апреля 2008: Золотая медаль Бремена за услуги, оказанные в интересах города Бремена
- 2008: Медаль Лейбница Берлин-Бранденбургской академии наук за его вклад в академическую науку
- 1999: Silver World Award от бойскаутов Америки
- 2005—2008: Награда «Бронзовый волк» от международного комитета скаутов
- 1991: Почётный знак «За заслуги перед Австрийской Республикой»
- 2000: Австрийский почётный знак «За науку и искусство»[6]